# Gilsdorf
Gilsdorf (en luxemburguès: Gilsdref; en alemany: Gilsdorf) és una vila de la comuna de Bettendorf situada al districte de Diekirch del cantó de Diekirch. Està a uns 29 km de distància de la ciutat de Luxemburg.